# Liart
Liart är en kommun i departementet Ardennes i regionen Grand Est (tidigare regionen Champagne-Ardenne) i nordöstra Frankrike. Kommunen ligger  i kantonen Rumigny som ligger i arrondissementet Charleville-Mézières. År 2022 hade Liart 596 invånare.

## Befolkningsutveckling
Antalet invånare i kommunen Liart
Referens: INSEE